# Ambush (Tygers of Pan Tang)
Ambush è un album dei Tygers of Pan Tang, uscito nel 2012 per Rocksector Records e prodotto da Chris Tsangarides; anticipato dalla canzone "Speed", scaricabile dal sito della band.

## Tracce
1. Keeping Me Alive
2. These Eyes
3. One Of A Kind
4. Rock & Roll Dream
5. She
6. Man On Fire
7. Play To Win
8. Burning Desire
9. Hey Suzie
10. Mr. Indispensable
11. Speed

## Curiosità
La canzone "Hey Suzie" è la continuazione ideale del brano "Suzie smiled" del loro primo album. 
L'autore della copertina dell'album è lo stesso di Crazy Nights, l'artista Rodney Matthews.

## Formazione
- Jacopo Meille - voce
- Robb Weir - chitarra
- Dean Robertson - chitarra
- Gavin Gray- Basso
- Craig Ellis - batteria